# Cornelius Van Steenwyk
Pour les articles homonymes, voir Steenwyck.
Cornelius Van Steenwyk, né le 16 mars 1626 à Haarlem et mort le 21 novembre 1684 à New York, est un homme politique américain.

## Biographie
Il est maire de New York à deux reprises, la première de 1668 à 1672 (ou 1670) et la deuxième de 1682 à 1684 (ou 1683).
Un inventaire de sa succession ordonné le 20 juillet 1686 fait 14 pages et indique un actif de 4 382 livres, alors que la liste de ses pages de dettes indique un passif de 1 588 livres : Cornelis Steenwyck était un des hommes les plus fortunés de son temps à New York.

## Hommages
- L'avenue Steenwick, dans le Bronx, est nommée en son honneur.